# Giovanni Muzzioli
Pour les articles homonymes, voir Muzzioli.
Giovanni Muzzioli, né le 10 février 1854 à Modène, et mort le 5 août 1894 dans sa ville natale, est un peintre italien.

## Biographie

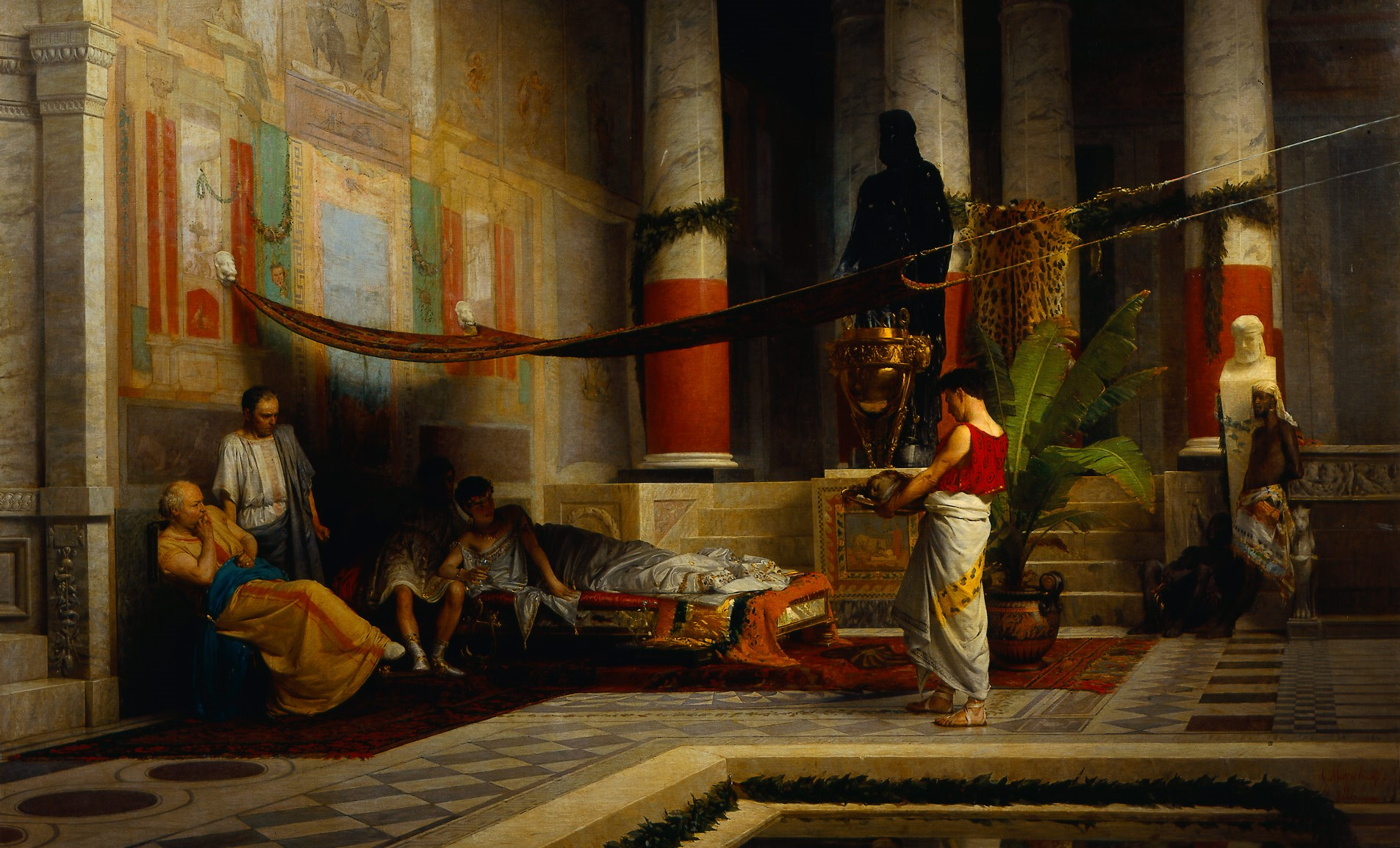
Poppée portant la tête d'Octavie à Néron (1876).

Muzzioli est né le 10 février 1854 à Modène, après que sa famille ait déménagé de Castelvetro. À l'âge de 15 ans,  il commence à fréquenter l'Académie des Beaux-Arts de Modène, sous la direction d'Antonio Simonazzi et de Asioli. À l'âge de dix-sept (en 1871) , il obtient la bourse Poletti lui donnant droit à quatre ans de résidence à Rome  en tant qu'étudiant de l'Accademia di San Luca, travaillant sous la direction du professeur Podesti, et après 1874 avec le professeur Coghetti. À Rome, il peint un Abraham et Sarah à la cour du Pharaon, une peinture qu'il renvoie à Modène.
Peu de temps après, il s'installe à Florence, où il demeura le reste de sa vie. Après son retour à Modène, Muzzioli visite l'Exposition de Paris, et fasciné, tombe sous l'influence de Sir Lawrence Alma-Tadema.  Il  commence alors  à peindre des sujets de l'histoire classique de la Grèce et de Rome. Il peint Poppea che si fa portare la Testa d'Ottavia, qui est exposée à Florence en 1876. À Turin, en 1880, il expose une toile de La Madeleine, qu'il réalise pour les frères Della Valle de Modène. Ses premières œuvres importantes sont intitulées Dans le Temple de Bacchus et les Rites Funéraires en Égypte (1881, Exposition de Milan), où la  première remporte un prix de 1000 lires, et est saluée par le critique  Cesare Cantù disant qu'elle est la plus simple et équilibrée de l'Exposition. Le critique Jarro dit de même de la peinture : Nous discernons (ici) l'homme qui sait trouver  sa propre parole, qui dit ce qu'il a en tête, sans violence de mots, sans turbulence de la voix. Il capture l'époque, les gens, l'environnement, avec une vérité et des preuves enviables, (il n'y a  pas ici)  de fantasmagorie, ni  de pompe sophistiquée de scénographe.
À l'Esposizione de Venise de 1887, il expose Soleil de Septembre, tandis qu'en 1888 à Bologne,  il apporte les Funérailles de Britannicus. Ce dernier tableau a été acheté par le signor Lionello Cavalieri de Ferrare, et est considéré comme son chef-d'œuvre, et  a été très applaudi à l'Exposition de Bologne. Une autre œuvre de Muzzioli est Le feste dì Flora.
De 1878 à sa mort en 1894, Muzzioli habite Florence, où il peint le retable de l'église de Santi Senesio e Teopompo, Castelvetro di Modena. Muzzioli est nommé professeur des académies de Modène, Florence et d'autres villes. Parmi les peintres qu'il a influencés figurent Eugenio Zampighi.